# Río Portillo (Totoral)
El río Portillo o río del Portillo es un curso natural de agua que nace en la alta cordillera de la Región de Coquimbo y fluye con dirección general sur hasta desembocar en el río Totoral.

## Trayecto
El río Portillo nace en la alta cordillera de la Región de Coquimbo y fluye con dirección general sur y desemboca en el río Totoral.

## Historia
Luis Risopatrón lo describe en su Diccionario Jeográfico de Chile (1924) sobre el río:: 894 
Portillo (Rio del). Recibe las aguas de la falda S del cordón limitáneo con la Arjentina i afluye del N a la márjen N del rio de El Totoral, del Choapa: ofrece pasto en cierta abundancia en su cajón, en el que la leña escasea. El sendero que sube por la quebrada alcanza una meseta después de dos violentas repechadas, en las que se emplea una hora i tres cuartos para subir 770 metros; sigue después la orilla derecha, pasa unas vegas i tuerce a la izquierda, para alcanzar el portezuelo de El Portillo, que le da el nombre.